# ندى رزق
ندى رزق هي مغنية لبنانية اشتهرت في حقبة التسعينيات

## حياتها
ولدت في بلدة القليعة في الجنوب اللبناني وقد غادرتها بداية التسعينات، إلى بيروت عارضت عائلتها احترافها الغناء وقطعت العلاقة بينهم، والدها جرجس رزق كان برتبة عقيد في تراتبية ميليشيات «جيش لبنان الجنوبي» وقد بدأ تعامله مع ميليشيات سعد حداد، ومن ثم مع انطوان لحد، واسند إليها منصب قائد فوج سلاح المدفعية في الميليشيات، وكان شقيقها بشارة رزق قد حكم عليه بالسجن ستة أشهر لتعاونه مع إسرائيل وما كان يعرف بجيش لبنان الجنوبي العميل لتل أبيب.

### حياتها الأسرية
ارتبطت بمخرج مصري لكنها انفصلت عنه قبيل وفاته، تزوجت ثانية لكنها انفصلت بعد عام وسافرت إلى فرنسا، تعرفت على الفلسطيني الحامل للجواز الإسرائيلي «عبد الباسط أحمد بني عودة» وتزوجا زواجاً مدنياً في تركيا إلا أنها سرعان ما انفصلت عنه

## مشوارها المهني
كانت تعمل مذيعة في إذاعة جيش انطوان في الثمانينات،
انخرطت في صفوف «ميليشيات لحد» في جهاز التنصت بعد خضوعها إلى دورات تدريبية، ثم انتقلت للعمل بصفة مذيعة في إذاعة «صوت الجنوب» (التي تديرها ميليشيات لحد قبل تحرير الجنوب) وقدمت برنامجاً فنياً لفترة تقارب السنة، وفي عام 1992 تركت منزل ذويها في مرجعيون
وانتقلت إلى بيروت للعمل كسكرتيرة ومن ثم كمدرّسة.شاركت في برنامج «ستديو الفن» على شاشة «المؤسسة اللبنانية للإرسال » عام 1993 وفازت بالميدالية الذهبية عن فئة «الأغنية الشعبية اللبنانية»، اغنيتها الأولى التي أطلقتها كانت بعنوان «قللي وين بتسهر وين» من الحان طوني الشعك وكلمات نسيم العلم، واشتهرت بغنائها الدائم بالتراث اللبناني وإقامة الحفلات في المناطق المحتلة على الشريط الحدودي الفاصل، تركت المكتب عام 1997 وفسخت عقدها معه اثر خلافات ولم تجدد العقد مع شركة «ميوزيك بوكس»
عام 1998 سافرت إلى القاهرة لتبحث عن فرص في الغناء والتمثيل وارتبطت بمخرج مصري لكنها انفصلت عنه قبل وفاته لعد تأقلمها وعادت إلى لبنان غابت بعدها عن الأضواء

### سفرها إلى الأرض المحتلة واتهامها بالتجسس
في 24 أكتوبر عام
2002 حلت ضيفة على «التلفزيون الإسرائيلي» في مقابلة أجريت معها حول مسيرتها الفنية معلنة فيها عدم وجود مشاكل بين اللبنانيين والإسرائيليين، غادرت الأراضي اللبنانية قبل تحرير جنوب لبنان. معظم افراد عائلتها فانتقلوا إلى الأرض المحتلة واستقروا فيها» وقامت نقابة ممثلي المسرح والسينما والتلفزيون في لبنان بفصلها على أثرها وتمت إحالتها إلى المحكمة العسكرية التي اتهمتهابموجب هذا القرار، وحكمت بصورة غيابية، في حال ظلت متوارية عن الانظار واعتبارها فارة من وجه العدالة بعدها أصدرت المحكمة العسكرية في لبنان حكما غيابيا بسجنها لمدة ثلاث سنوات بتهمة «التعاون مع العدو».
لكنها ردت ووضحت بأنها لم تحضر من أجل إسرائيل وموقفها ليس سياسيا قدومها كان من أجل عائلتها كبقية العائلات اللبنانية، التي وصلت إلى إسرائيل من جنوب لبنان، وموقف اللبنانيين، تجاه ميليشيات لحد، ورفض استقبالهم للعيش في لبنان بعد فرارهم إلى إسرائيل اثر انسحابها في أيار مايو 2000

## أعمالها

### الألبومات
| الألبوم       | العام | الأغاني | المنتج      |
| ------------- | ----- | --- | ----------- |
| حنيت          | 1994  | برموشي، حنيت، ياليل غني للقمر، اعطيني النار، مش معقوله، الشمس بايديك، ياميه مسا، ماريدك، تبسمت لي، أهلا وسهلا | ميوزيك بوكس |
| النجوم تغني 2 | 1995  | برموشي | ميوزيك بوكس |
| النجوم تغني 3 | 1995  | ماريدك | ميوزيك بوكس |
| النجوم تغني 4 | 1997  | وحدك أنت | ميوزيك بوكس |

### الأغاني المصورة
| الأغنية       | المخرج         | المنتج      |
| ------------- | -------------- | ----------- |
| برموشي        | بسام الرموز    | ميوزيك بوكس |
| قللي وين      | سالم الكردي    | ميوزيك بوكس |
| زعلانة منك    | مشهور الحديد   | ميوزيك بوكس |
| برموشي        | بسام الرموز    | ميوزيك بوكس |
| ياليل غني     | مروان بركات    | ميوزيك بوكس |
| تبسلمي ضحكتلك | أنطوان عون     | ميوزيك بوكس |
| حنيت          | ليث عبد الهادي | نيت ورك     |